# Jan Janssen

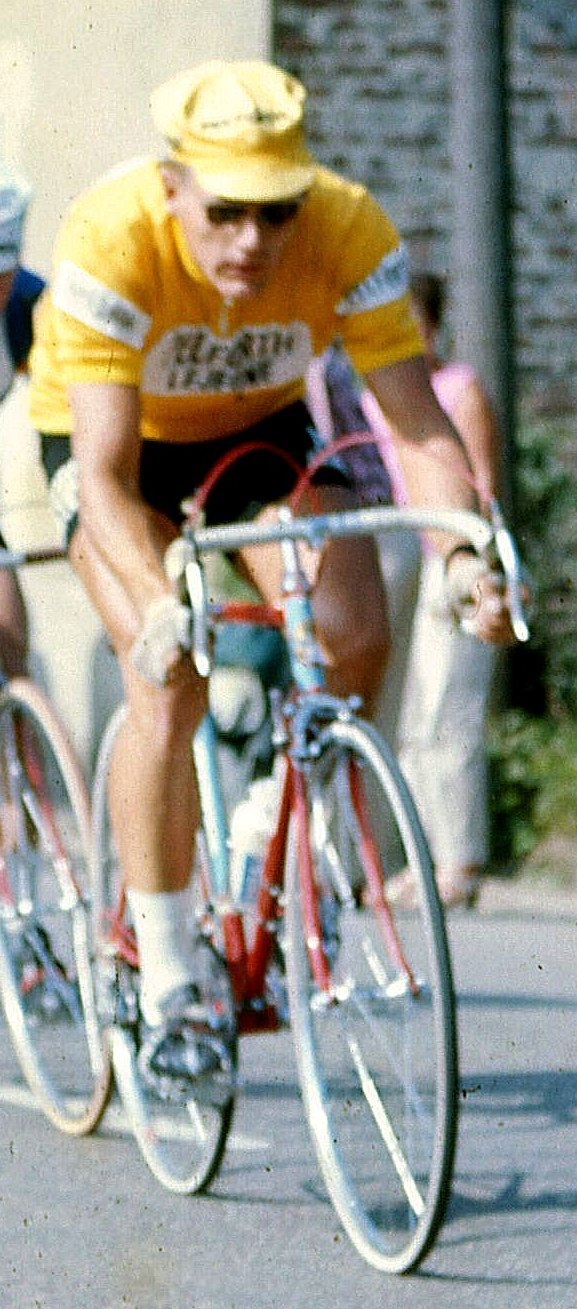
Jan Janssen.

Jan Janssen (Nootdorp, 19 de maio de 1940) é um ex-ciclista profissional de corrida de estrada dos Países Baixos, que esteve ativo entre 1959 e 1972. Janssen venceu o Tour de France de 1968, após percorrer 4492 km. Também foi campeão mundial de ciclismo de estrada em 1964.